# Găneasa (gmina w okręgu Aluta)
Găneasa – gmina w Rumunii, w okręgu Aluta. Obejmuje miejscowości Dranovățu, Găneasa, Grădiștea, Izvoru i Oltișoru. W 2011 roku liczyła 3775 mieszkańców.